# Grande Prêmio de Abu Dhabi de 2022
O Grande Prêmio de Abu Dhabi de 2022 (formalmente denominado Formula 1 Etihad Airways Abu Dhabi Grand Prix 2022) foi a vigésima segunda e última etapa do Campeonato Mundial de Fórmula 1 de 2022. Foi disputado em 20 de novembro de 2022 no Circuito de Yas Marina, em Yas, Emirados Árabes Unidos.

## Resumo
Max Verstappen partiu da pole position com ao seu lado seu companheiro de equipe Sergio Pérez e aumentou a distância entre os dois após a largada. Após um pit stop para trocar pneus Verstappen perdeu a liderança para Charles Leclerc. Porém, Leclerc também fez um pit stop e o neerlandês assumiu a liderança novamente. Seu companheiro Pérez fez dois pit stops, perdendo assim a segunda posição para o monegasco.
Imbatível atrás do volante do seu Red Bull RB18, Verstappen dominou a corrida do início ao fim e conquistou sua décima quinta vitória em uma temporada. Leclerc terminou em segundo lugar e Peréz em terceiro.
O tetracampeão Sebastian Vettel correu pela última vez. O piloto da Aston Martin terminou na décima posição.

## Resultados

### Treino classificatório
| Pos.                | No. | Piloto           | Construtor            | Tempo qualificatório | Tempo qualificatório | Tempo qualificatório | Grid final |
| Pos.                | No. | Piloto           | Construtor            | Q1                   | Q2                   | Q3                   | Grid final |
| ------------------- | --- | ---------------- | --------------------- | -------------------- | -------------------- | -------------------- | ---------- |
| 1                   | 1   | Max Verstappen   | Red Bull Racing-RBPT  | 1:24.754             | 1:24.622             | 1:23.824             | 1          |
| 2                   | 11  | Sergio Pérez     | Red Bull Racing-RBPT  | 1:24.820             | 1:24.419             | 1:24.052             | 2          |
| 3                   | 16  | Charles Leclerc  | Ferrari               | 1:25.211             | 1:24.517             | 1:24.092             | 3          |
| 4                   | 55  | Carlos Sainz Jr. | Ferrari               | 1:25.090             | 1:24.521             | 1:24.242             | 4          |
| 5                   | 44  | Lewis Hamilton   | Mercedes              | 1:25.594             | 1:24.774             | 1:24.508             | 5          |
| 6                   | 63  | George Russell   | Mercedes              | 1:25.545             | 1:24.940             | 1:24.511             | 6          |
| 7                   | 4   | Lando Norris     | McLaren-Mercedes      | 1:25.387             | 1:24.903             | 1:24.769             | 7          |
| 8                   | 31  | Esteban Ocon     | Alpine-Renault        | 1:25.735             | 1:25.007             | 1:24.830             | 8          |
| 9                   | 5   | Sebastian Vettel | Aston Martin-Mercedes | 1:25.523             | 1:24.974             | 1:24.961             | 9          |
| 10                  | 3   | Daniel Ricciardo | McLaren-Mercedes      | 1:25.766             | 1:25.068             | 1:25.045             | 131        |
| 11                  | 14  | Fernando Alonso  | Alpine-Renault        | 1:25.782             | 1:25.096             | N/A                  | 10         |
| 12                  | 22  | Yuki Tsunoda     | AlphaTauri-RBPT       | 1:25.630             | 1:25.219             | N/A                  | 11         |
| 13                  | 47  | Mick Schumacher  | Haas-Ferrari          | 1:25.711             | 1:25.225             | N/A                  | 12         |
| 14                  | 18  | Lance Stroll     | Aston Martin-Mercedes | 1:25.741             | 1:25.359             | N/A                  | 14         |
| 15                  | 24  | Zhou Guanyu      | Alfa Romeo-Ferrari    | 1:25.594             | 1:25.408             | N/A                  | 15         |
| 16                  | 20  | Kevin Magnussen  | Haas-Ferrari          | 1:25.834             | N/A                  | N/A                  | 16         |
| 17                  | 10  | Pierre Gasly     | AlphaTauri-RBPT       | 1:25.859             | N/A                  | N/A                  | 17         |
| 18                  | 77  | Valtteri Bottas  | Alfa Romeo-Ferrari    | 1:25.892             | N/A                  | N/A                  | 18         |
| 19                  | 23  | Alexander Albon  | Williams-Mercedes     | 1:26.028             | N/A                  | N/A                  | 19         |
| 20                  | 6   | Nicholas Latifi  | Williams-Mercedes     | 1:26.054             | N/A                  | N/A                  | 20         |
| 107% time: 1:30.687 |     |                  |                       |                      |                      |                      |            |
| Source:             |     |                  |                       |                      |                      |                      |            |

Notas
• ↑1  – Daniel Ricciardo recebeu uma penalidade de três posições no grid por causar uma colisão com Kevin Magnussen no Grande Prêmio de São Paulo.

### Corrida
| Pos.                                                             | No. | Piloto           | Construtor            | Voltas | Tempo/Retirado            | Grid | Pontos |
| ---------------------------------------------------------------- | --- | ---------------- | --------------------- | ------ | ------------------------- | ---- | ------ |
| 1                                                                | 1   | Max Verstappen   | Red Bull Racing-RBPT  | 58     | 1:27:45.914               | 1    | 25     |
| 2                                                                | 16  | Charles Leclerc  | Ferrari               | 58     | +8.771                    | 3    | 18     |
| 3                                                                | 11  | Sergio Pérez     | Red Bull Racing-RBPT  | 58     | +10.093                   | 2    | 15     |
| 4                                                                | 55  | Carlos Sainz Jr. | Ferrari               | 58     | +24.892                   | 4    | 12     |
| 5                                                                | 63  | George Russell   | Mercedes              | 58     | +35.888                   | 6    | 10     |
| 6                                                                | 4   | Lando Norris     | McLaren-Mercedes      | 58     | +56.234                   | 7    | 91     |
| 7                                                                | 31  | Esteban Ocon     | Alpine-Renault        | 58     | +57.240                   | 8    | 6      |
| 8                                                                | 18  | Lance Stroll     | Aston Martin-Mercedes | 58     | +1:16.931                 | 14   | 4      |
| 9                                                                | 3   | Daniel Ricciardo | McLaren-Mercedes      | 58     | +1:23.268                 | 13   | 2      |
| 10                                                               | 5   | Sebastian Vettel | Aston Martin-Mercedes | 58     | +1:23.898                 | 9    | 1      |
| 11                                                               | 22  | Yuki Tsunoda     | AlphaTauri-RBPT       | 58     | +1:29.371                 | 11   |        |
| 12                                                               | 24  | Zhou Guanyu      | Alfa Romeo-Ferrari    | 57     | +1 lap                    | 15   |        |
| 13                                                               | 23  | Alexander Albon  | Williams-Mercedes     | 57     | +1 lap                    | 19   |        |
| 14                                                               | 10  | Pierre Gasly     | AlphaTauri-RBPT       | 57     | +1 lap                    | 17   |        |
| 15                                                               | 77  | Valtteri Bottas  | Alfa Romeo-Ferrari    | 57     | +1 lap                    | 18   |        |
| 16                                                               | 47  | Mick Schumacher  | Haas-Ferrari          | 57     | +1 lap2                   | 12   |        |
| 17                                                               | 20  | Kevin Magnussen  | Haas-Ferrari          | 57     | +1 lap                    | 16   |        |
| 183                                                              | 44  | Lewis Hamilton   | Mercedes              | 55     | Problema caixa de marchas | 5    |        |
| 193                                                              | 6   | Nicholas Latifi  | Williams-Mercedes     | 55     | Dano após colisão         | 20   |        |
| Ret                                                              | 14  | Fernando Alonso  | Alpine-Renault        | 27     | Vazamento de água         | 10   |        |
| Fastest lap: Lando Norris (McLaren-Mercedes) – 1:28.391 (lap 44) |     |                  |                       |        |                           |      |        |
| Source::                                                         |     |                  |                       |        |                           |      |        |

Notas
- ↑1  – Incluí um ponto pela volta mais rápida.[11]
- ↑2  – Mick Schumacher recebeu uma penalidade de cinco segundos por causar uma colisão com Nicholas Latifi, sua posição final não foi afetada pela penalidade.[12]
- ↑3  – Lewis Hamilton e Nicholas Latifi foram classificados mesmo tendo abandonado por terem completado mais de 90% da distância da corrida.[13]

## Curiosidades
• Dois brasileiros estiveram na pista no Treino Livre 1 Pietro Fittipaldi na Haas F1 Team e o campeão da Fórmula 2 desse ano Felipe Drugovich na Aston Martin, Felipe esteve no carro da Fórmula 1 e participou de um treino livre oficial pela primeira vez, e Pietro Fittipaldi já participou do Treino Livre 1 no GP da Cidade do México de 2022, mas o carro sofreu com problemas e ele acabou abandonando o treino.
• Última corrida do tetracampeão Sebastian Vettel, que esteve na Fórmula 1 há 15 anos, desde 2007 quando correu pela primeira vez no GP dos Estados Unidos de 2007.
• Além da aposentadoria do Sebastian Vettel, também foi a última corrida dos pilotos Mick Schumacher e Nicholas Latifi que não continuaram o contrato com as equipes na Fórmula 1.
• 4 novos pilotos titulares estarão na temporada 2023: Nyck de Vries na AlphaTauri, Oscar Piastri na McLaren, Nico Hülkenberg novamente na F1 pela equipe Haas, ele já foi piloto de 7 equipes diferente entre 2010 à 2020 e 2022 como piloto reserva da Aston Martin, e o piloto da Fórmula 2 Logan Sargeant na equipe Williams substituindo Latifi.

## Voltas na Liderança
| Nº de Voltas | Piloto          | Voltas      |
| ------------ | --------------- | ----------- |
| 56           | Max Verstappen  | 1-20, 22-58 |
| 1            | Charles Leclerc | 21          |

## 2022 DHL Fastest Pit Stop Award

### Resultado
| 1      | 4  | Lando Norris     | McLaren-Mercedes      | 2.32 | 25 |
| 2      | 3  | Daniel Ricciardo | McLaren-Mercedes      | 2.33 | 18 |
| 3      | 44 | Lewis Hamilton   | Mercedes              | 2.35 | 15 |
| 4      | 14 | Fernando Alonso  | Alpine-Renault        | 2.41 | 12 |
| 5      | 22 | Yuki Tsunoda     | AlphaTauri-RBPT       | 2.43 | 10 |
| 6      | 11 | Sergio Pérez     | Red Bull Racing-RBPT  | 2.44 | 8  |
| 7      | 55 | Carlos Sainz Jr. | Ferrari               | 2.45 | 6  |
| 8      | 31 | Esteban Ocon     | Alpine-Renault        | 2.49 | 4  |
| 9      | 18 | Lance Stroll     | Aston Martin-Mercedes | 2.51 | 2  |
| 10     | 23 | Alexander Albon  | Williams-Mercedes     | 2.53 | 1  |
| Fonte: |    |                  |                       |      |    |

### Classificação
| Tabela do DHL Fastest Pit Stop Award \| Pos \| Construtor \| Pontos \| \| --- \| --------------------- \| ------ \| \| 1 \| Red Bull Racing-RBPT \| 534 \| \| 2 \| McLaren-Mercedes \| 427 \| \| 3 \| AlphaTauri-RBPT \| 257 \| \| 4 \| Ferrari \| 255 \| \| 5 \| Alpine-Renault \| 221 \| \| 6 \| Aston Martin-Mercedes \| 203 \| \| 7 \| Williams-Mercedes \| 166 \| \| 8 \| Mercedes \| 122 \| \| 9 \| Alfa Romeo-Ferrari \| 23 \| \| 10 \| Haas-Ferrari \| 14 \| |                       |        |
| Pos | Construtor            | Pontos |
| 1 | Red Bull Racing-RBPT  | 534    |
| 2 | McLaren-Mercedes      | 427    |
| 3 | AlphaTauri-RBPT       | 257    |
| 4 | Ferrari               | 255    |
| 5 | Alpine-Renault        | 221    |
| 6 | Aston Martin-Mercedes | 203    |
| 7 | Williams-Mercedes     | 166    |
| 8 | Mercedes              | 122    |
| 9 | Alfa Romeo-Ferrari    | 23     |
| 10 | Haas-Ferrari          | 14     |

|  |                   |
|  | Campeão           |
|  | Vice-campeão      |
|  | Terceiro colocado |

## Tabela do Campeonato após a corrida
|         | Pos. | Piloto           | Pontos |
| ------- | ---- | ---------------- | ------ |
|         | 1    | Max Verstappen   | 454    |
|         | 2    | Charles Leclerc  | 308    |
|         | 3    | Sergio Pérez     | 305    |
|         | 4    | George Russell   | 275    |
| 1       | 5    | Carlos Sainz Jr. | 246    |
| Source: |      |                  |        |

|         | Pos. | Construtor           | Pontos |
| ------- | ---- | -------------------- | ------ |
|         | 1    | Red Bull Racing-RBPT | 759    |
|         | 2    | Ferrari              | 554    |
|         | 3    | Mercedes             | 515    |
|         | 4    | Alpine-Renault       | 173    |
|         | 5    | McLaren-Mercedes     | 159    |
| Source: |      |                      |        |

|  |                   |
|  | Campeão           |
|  | Vice-campeão      |
|  | Terceiro colocado |